# Whistler (Columbia Británica)
Whistler (en idioma squamish: Sḵwiḵw) es un municipio turístico ubicado en las montañas costeras del sur ("Southern pacific range") de la Columbia Británica, Canadá. Se encuentra aproximadamente a dos horas por carretera al norte de la ciudad de Vancouver.
Es considerado el complejo turístico para prácticas de esquí más grande de Norteamérica y la mejor estación alpina de Norteamérica según la revista Ski Magazine. Se compone de dos montañas, Whistler y Blackcomb, unidas en el centro por una villa diseñada para peatones. Sumando ambas montañas, tiene más de 200 pistas de esquí de varias dificultades, 5 snowparks y 3 pipes, 3.300 hectáreas transitables y un promedio de 10 metros de nieve por año. Cuenta con más de 38 remontes, que permiten el acceso hasta una altura de 1.609 metros sobre el nivel del mar. Debido al gran número de remontes, tiene capacidad para albergar a 61.407 esquiadores por hora.

## Historia
La población estable de la villa de Whistler es de aproximadamente 12.000 habitantes. Más de tres millones de personas visitan Whistler anualmente, principalmente por sus estaciones de esquí alpino y su terreno apto para el mountain bike, en verano la estación de esquí se acondiciona para la práctica del ciclismo de montaña, convirtiéndose en el parque ciclista más grande del mundo. Whistler está situado en la autopista 99, aproximadamente a 64 kilómetros al norte de Squamish y 32 kilómetros al sur de Pemberton. El pueblo ha recibido numerosos premios de diseño y ha sido votado entre los mejores destinos en Norteamérica por importantes revistas de esquí durante los últimos quince años.
La economía local de Whistler se enfoca casi en exclusiva en el turismo, así como en todos los servicios que este requiere. La tasa de desempleo es muy baja y las empresas tienen dificultades para contratar y retener a los trabajadores. Una parte importante de la fuerza laboral de Whistler reside en Pemberton y en Squamish debido al elevado precio de la vivienda en Whistler. Dado que el pueblo se construyó para dar servicio a la estación de esquí Whistler, carece prácticamente de población nativa y casi todos sus residentes son inmigrantes. Asimismo, la edad media es muy baja, ya que un porcentaje muy significativo de la fuerza laboral de Whistler es gente de otros países que acude a pasar una o dos temporadas en el complejo hotelero.

## Clima
| Parámetros climáticos promedio de Whistler (1981-2010) | Parámetros climáticos promedio de Whistler (1981-2010) | Parámetros climáticos promedio de Whistler (1981-2010) | Parámetros climáticos promedio de Whistler (1981-2010) | Parámetros climáticos promedio de Whistler (1981-2010) | Parámetros climáticos promedio de Whistler (1981-2010) | Parámetros climáticos promedio de Whistler (1981-2010) | Parámetros climáticos promedio de Whistler (1981-2010) | Parámetros climáticos promedio de Whistler (1981-2010) | Parámetros climáticos promedio de Whistler (1981-2010) | Parámetros climáticos promedio de Whistler (1981-2010) | Parámetros climáticos promedio de Whistler (1981-2010) | Parámetros climáticos promedio de Whistler (1981-2010) | Parámetros climáticos promedio de Whistler (1981-2010) |
| Mes                                                    | Ene.                                                   | Feb.                                                   | Mar.                                                   | Abr.                                                   | May.                                                   | Jun.                                                   | Jul.                                                   | Ago.                                                   | Sep.                                                   | Oct.                                                   | Nov.                                                   | Dic.                                                   | Anual                                                  |
| ------------------------------------------------------ | ------------------------------------------------------ | ------------------------------------------------------ | ------------------------------------------------------ | ------------------------------------------------------ | ------------------------------------------------------ | ------------------------------------------------------ | ------------------------------------------------------ | ------------------------------------------------------ | ------------------------------------------------------ | ------------------------------------------------------ | ------------------------------------------------------ | ------------------------------------------------------ | ------------------------------------------------------ |
| Temp. máx. abs. (°C)                                   | 8.9                                                    | 14.3                                                   | 19.6                                                   | 27.8                                                   | 35.6                                                   | 35.3                                                   | 38.8                                                   | 38.0                                                   | 35.0                                                   | 26.8                                                   | 13.6                                                   | 9.8                                                    | 38.8                                                   |
| Temp. máx. media (°C)                                  | 0.6                                                    | 3.2                                                    | 7.2                                                    | 11.8                                                   | 16.4                                                   | 19.9                                                   | 23.6                                                   | 24.0                                                   | 19.8                                                   | 11.2                                                   | 3.5                                                    | −0.2                                                   | 11.7                                                   |
| Temp. media (°C)                                       | −2.1                                                   | −0.5                                                   | 2.4                                                    | 6.1                                                    | 10.1                                                   | 13.6                                                   | 16.4                                                   | 16.5                                                   | 12.7                                                   | 6.7                                                    | 0.9                                                    | −2.8                                                   | 6.7                                                    |
| Temp. mín. media (°C)                                  | −4.9                                                   | −4.2                                                   | −2.3                                                   | 0.3                                                    | 3.8                                                    | 7.2                                                    | 9.2                                                    | 8.9                                                    | 5.6                                                    | 2.0                                                    | −1.8                                                   | −5.4                                                   | 1.5                                                    |
| Temp. mín. abs. (°C)                                   | −28.2                                                  | −24.1                                                  | −18.5                                                  | −7.7                                                   | −3.4                                                   | −0.7                                                   | 0.3                                                    | 0.0                                                    | −3.2                                                   | −14.2                                                  | −24.3                                                  | −29.2                                                  | −29.2                                                  |
| Precipitación total (mm)                               | 176.0                                                  | 104.6                                                  | 97.6                                                   | 75.9                                                   | 66.7                                                   | 58.9                                                   | 44.7                                                   | 47.5                                                   | 54.9                                                   | 154.6                                                  | 192.1                                                  | 154.1                                                  | 1227.7                                                 |
| Lluvias (mm)                                           | 84.7                                                   | 50.2                                                   | 55.4                                                   | 61.2                                                   | 65.7                                                   | 58.9                                                   | 44.7                                                   | 47.5                                                   | 54.9                                                   | 146.7                                                  | 131.1                                                  | 54.8                                                   | 855.9                                                  |
| Nevadas (cm)                                           | 103.0                                                  | 64.2                                                   | 47.4                                                   | 15.8                                                   | 1.0                                                    | 0.0                                                    | 0.0                                                    | 0.0                                                    | 0.0                                                    | 7.6                                                    | 65.7                                                   | 114.0                                                  | 418.7                                                  |
| Días de precipitaciones (≥ 0.2 mm)                     | 18.9                                                   | 14.9                                                   | 16.9                                                   | 16.2                                                   | 15.0                                                   | 13.8                                                   | 10.0                                                   | 9.2                                                    | 10.0                                                   | 17.3                                                   | 19.6                                                   | 18.0                                                   | 179.7                                                  |
| Días de lluvias (≥ 0.2 mm)                             | 10.6                                                   | 8.7                                                    | 11.6                                                   | 14.3                                                   | 15.0                                                   | 13.8                                                   | 10.0                                                   | 9.2                                                    | 10.0                                                   | 16.7                                                   | 14.5                                                   | 7.9                                                    | 142.2                                                  |
| Días de nevadas (≥ 0.2 cm)                             | 13.7                                                   | 10.1                                                   | 9.2                                                    | 4.4                                                    | 0.5                                                    | 0.0                                                    | 0.0                                                    | 0.0                                                    | 0.0                                                    | 1.4                                                    | 9.7                                                    | 14.6                                                   | 63.5                                                   |
| Horas de sol                                           | 40.3                                                   | 78.4                                                   | 123.2                                                  | 162.4                                                  | 207.3                                                  | 204.9                                                  | 250.6                                                  | 241.4                                                  | 194.0                                                  | 109.0                                                  | 41.8                                                   | 30.4                                                   | 1683.8                                                 |
| Humedad relativa (%)                                   | 85.8                                                   | 75.1                                                   | 66.3                                                   | 57.8                                                   | 52.5                                                   | 52.9                                                   | 47.9                                                   | 47.5                                                   | 52.4                                                   | 70.3                                                   | 85.8                                                   | 87.1                                                   | 65.1                                                   |
| Fuente: Environment Canada                             |                                                        |                                                        |                                                        |                                                        |                                                        |                                                        |                                                        |                                                        |                                                        |                                                        |                                                        |                                                        |                                                        |

## Temporadas de apertura
La temporada de esquí generalmente inicia a finales de noviembre y finaliza en Whistler a finales de abril y para Blackcomb a finales de mayo, aunque normalmente se mantiene una pequeña porción esquiable donde se crea un pequeño "snow park" en la zona alta de Blackomb que permite esquiar hasta junio o incluso julio.
Las horas de operación varían según la época del año y las condiciones de luz, pero generalmente fluctúan entre las 8.30 a. m. a las 4 p. m. A esa hora se interrumpe el servicio de teleférico y los esquiadores son invitados a bajar de las dos montañas. La vida nocturna en la villa de Whistler se compone de un gran número de restaurantes, bares y discotecas que tienen su apogeo en la temporada invernal.

## Olimpiadas de Invierno 2010
Whistler fue, junto con Vancouver, la estación anfitriona de los Olimpiadas de Invierno 2010 y de los Paralímpicos. La ceremonia de inauguración y los eventos de hockey, patinaje de velocidad, patinaje artístico y eventos de esquí freestyle tuvieron lugar en Vancouver y sus inmediaciones (Richmond y Cypress Mountain), los demás eventos alpinos, de deslizamiento y esquí nórdico tuvieron lugar en la villa de Whistler y sus alrededores. La villa olímpica y paraolímpica también conocida como la villa de los atletas albergó a 2400 atletas, entrenadores y representantes de las delegaciones. Tras finalizar el evento la villa está siendo habilitada como un barrio residencial.